# گاستلو گاسپاریان
گاستلو آوتیسی گاسپاریان (ارمنی: Գաստելլո Ավետիսի Գասպարյան؛ زاده ۱۸ دسامبر ۱۹۴۱ - درگذشته ۱۸ ژوئن ۲۰۱۵) نقاش، طراح صحنه اهل ارمنستان بود.

## زندگی‌نامه
وی در ۱۸ دسامبر ۱۹۴۱ در ایروان به دنیا آمد و از انستیتو دولتی هنری و نمایشی ایروان (۱۹۶۶) فارغ‌التحصیل گشت.   وی همچنین برنده جوایزی همچون نقاش شایسته جمهوری ارمنستان (۲۰۱۵) شد. وی در ۱۸ ژوئن ۲۰۱۵ در سن ۷۳ سالگی در ایروان درگذشت.